# Tony Knights
Anthony "Tony" Frank Knights (13 tháng 3 năm 1940 - 16 tháng 8 năm 2001) là một cầu thủ bóng đá chuyên nghiệp người Anh thi đấu ở vị trí tiền vệ.